# 前田優香
前田 優香（まえだ ゆうか、1985年1月25日 - ）は、日本のAV女優、元ストリッパー。
身長154cm、スリーサイズ はB99cm（Iカップ）・W60cm・H91cm。血液型はA型。
バストサイズはプロフィールによっては89cm・Hカップとなっている場合もある。

## 略歴・人物
長野県出身。前述のスリーサイズ、後述の作品群のほとんどのタイトルからもわかるように、巨乳を最大の売り物としている。
AV女優としての活躍の傍ら、2005年3月1日に新宿ニューアートでストリッパーとしてデビュー。本来は同月15日までの出演予定だったが、3月7日を最後に出演を中止。それ以来、劇場に姿を現すことはなく、ストリッパーとしては事実上の引退と見られている。

## 主な出演作品

### アダルトビデオ
2004年
- たわわな妖精（1月27日、クリスタル映像）
- 白乳プリン（2月12日、クリスタル映像）
- A級乳犯（3月13日、クリスタル映像）
- ドデカパイブルッ・2（4月23日、HRC）
- 前田優香 Re-MIXスペシャル（4月23日、クリスタル映像）
- BURST I-100（5月23日、HRC）
- コスプレ召使い（6月17日、クリスタル映像）
- 爆乳騎乗（8月26日、クリスタル映像）
- Re-MIXスペシャル2（9月24日、クリスタル映像）

### アダルトDVD
2004年
- Re-MIXスペシャル（4月23日、クリスタル映像）
- ドデカパイブルッ! evolution II（7月23日、HRC）
- 巨乳×爆乳 GRANDPRIX SPECIAL 6（8月20日、クリスタル映像）オムニバス作品
- BURST I-100 expansion（8月20日、HRC）
- A級乳犯 DX7（8月27日、クリスタル映像）
- たわわな魅惑（9月24日、クリスタル映像）
- Re-MIXスペシャル2（9月24日、クリスタル映像）
- ボインの☆楽園（10月29日、クリスタル映像）
- ビージーン 前田優香（11月26日、桃太郎映像出版）
- CRYSTAL THE BEST 2004 1st.（12月10日、クリスタル映像）-オムニバス作品
- 潮吹きFUCK G14 PART.4（12月10日、クリスタル映像）オムニバス作品
- I（愛）cup LOVEナース（12月24日、桃太郎映像出版）

2005年
- Wild Thing X 前田優香（1月7日、桃太郎映像出版）
- A級乳犯（1月28日、クリスタル映像）
- Re-MIX THE BEST3（1月28日、クリスタル映像）オムニバス作品
- 犯された美乳 女教師（2月4日、桃太郎映像出版）
- 前田優香SPECIAL 超美乳宅配ソープ天使（2月4日、桃太郎映像出版）
- 前田優香SPECIAL My Room（2月4日、桃太郎映像出版）

### 写真集
- Impulse（2004年3月25日）- 双葉社刊

## 出演

### テレビドラマ
- 金曜ナイトドラマ 特命係長 只野仁（2ndシーズン） （2005年1月14日 - 3月18日、テレビ朝日） - 第15話ゲスト出演